# Attagenus robustus
Attagenus robustus là một loài bọ cánh cứng trong họ Dermestidae. Loài này được Pic miêu tả khoa học năm 1899.